# A級控訴
《A級控訴》（英文片名：Ararat，指土耳其境内距亞美尼亞极近的聖山阿勒山）是由艾騰·伊格言在2002年所執導的一部關於亞美尼亞種族大屠殺的電影。他試圖透過此片來尋找當年的真相。土耳其官方不认为這是一起官方發起的有預謀的屠殺行為。

## 電影口白
「你知道希特勒當年怎麼說服他的將領屠殺猶太人的計畫可行？他說，誰還記得亞美尼亞大屠殺?」 

## 片尾字幕
“直到今日，土耳其政府仍否認1915年的亞美尼亞的種族大屠殺。 ”